# Allactaga severtzovi
Allactaga severtzovi — рослиноїдний вид гризунів родини Dipodidae. Зустрічається в Казахстані, Таджикистані, Туркменістані, Узбекистані. Населяють зазвичай піщані, глинисті, рідше щебенисті і вапняні (Південний Казахстан) пустелі. Уникає рухомі піски й такири. Екологія вивчена слабо, але в цілому схожа на Allactaga major. Нори прості; зимові гнізда розташовані на 50–85 см під рівнем ґрунту. Розмноження відбувається в березні, але в сприятливі роки самиці можуть давати два посліду (в березні і влітку).